# Thrixspermum corneri
Thrixspermum corneri är en orkidéart som beskrevs av Richard Eric Holttum. Thrixspermum corneri ingår i släktet Thrixspermum och familjen orkidéer. Inga underarter finns listade i Catalogue of Life.